# جاستن واين
جاستن واين (بالإنجليزية: Justin Wayne)‏ هو لاعب كرة قاعدة أمريكي، ولد في 16 أبريل 1979 في هونولولو في الولايات المتحدة.

## وصلات خارجية
- جاستن واين على موقعبيزبول رفرنس.كوم (الدوري الرئيسي) (الإنجليزية)
- جاستن واين على موقعبيزبول رفرنس.كوم (الدوري الثانوي) (الإنجليزية)
- جاستن واين على موقع مشجعي الرسوم البيانية (الإنجليزية)